# Ziriano
Ziriano est une commune ou contrée de la municipalité d'Arratzua-Ubarrundia dans la province d'Alava dans la Communauté autonome basque.
Ciriano en espagnol ou  Zirao en euskara sont des toponymes différents du nom officiel « Ziriano ».